# Helga Anders
Helga Anders surnommée Helgi Anders est une actrice austro-allemande née Helga Scherz le 11 janvier 1948 à Innsbruck (Autriche), morte le 30 mars 1986 à Haar (Allemagne).

## Biographie
Elle apparaît dès l'âge de 14 ans à la télévision dans trois téléfilms, dont Peter Pan (1962) réalisé par Paul Verhoeven et, la même année, au cinéma où elle joue un petit rôle dans Max, der Taschendieb (de).
Elle s'illustre dans le genre lolita (naïve ou perverse).
Elle joue le premier rôle de Gaby, une étudiante en révolte, dans Tatouage, film-choc de Johannes Schaaf sorti en 1967. Cette même année, elle épouse le réalisateur Roger Fritz, avec lequel elle a une fille (Tatyana Leslie). Sous la direction de son mari, elle tourne Mädchen, Mädchen (1967) qui lui vaut un Deutscher Filmpreis de la meilleure jeune actrice. En 1969, elle est remarquable dans Contronatura (Schreie in der Nacht) d'Antonio Margheriti.
Elle tourne ensuite dans de nombreux films et téléfilms et dans des séries allemandes, notamment dans la série télévisée Vacances à Lipica (1966-1967), dans deux épisodes de Der Kommissar (1968 et 1972) et dans sept épisodes de Inspecteur Derrick (1974-1984).
En 1976, elle fait partie de la distribution de Ansichten eines Clowns de Vojtěch Jasný, une adaptation du roman La Grimace de Heinrich Böll.
Ayant succombé à l'alcool et à la drogue, elle doit suivre un traitement pour sa toxicomanie. Victime d'une défaillance cardiaque, elle meurt en 1986 à l'âge de 38 ans. Elle était très proche du peintre Jürgen Draeger.

## Filmographie (sélection)

### Cinéma
- 1962 : Max, der Taschendieb (de) de Imo Moszkowicz : Brigitte
- 1966 : Le congrès s'amuse (Der Kongreß amüsiert sich) de Géza von Radványi : Anni
- 1966 : 00Sex am Wolfgangsee de Franz Antel : Bibi Werner
- 1966 : Comment séduire un play-boy en l'an 2000 (Bel Ami 2000 oder Wie verführt man einen Playboy?) de Michael Pfleghar : Lucy
- 1967 : Mädchen, Mädchen de Roger Fritz : Andrea
- 1967 : Der Mörderclub von Brooklyn de Werner Jacobs : Edna Cormick
- 1967 : Tatouage (Tätowierung) de Johannes Schaaf : Gaby
- 1967 : Das Rasthaus der grausamen Puppen de Rolf Olsen : Linda
- 1968 : Erotik auf der Schulbank de Hannes Dahlberg, Eckhart Schmidt et Roger Fritz : Sybille Horn - Schülerin
- 1968 : Zuckerbrot und Peitsche de Marran Gosov : Helga Arnold
- 1968 : Sommersprossen de Helmut Förnbacher : Monika
- 1969 : Häschen in der Grube de Roger Fritz : Leslie
- 1969 : Contronatura (Schreie in der Nacht) d'Antonio Margheriti : Elisabeth
- 1969 : Unser Doktor ist der Beste de Harald Vock : Loni Vogt
- 1970 : Mädchen mit Gewalt de Roger Fritz : Alice
- 1976 : Ansichten eines Clowns de Vojtěch Jasný : Sabine Emonds
- 1980 : Rosy la Bourrasque de Mario Monicelli : Charlotte

### Télévision
- 1962 : Bubusch de Erik Ode : Barbara Schneider
- 1962 : Die sündigen Engel de Ludwig Cremer : Flora
- 1962 : Peter Pan de Paul Verhoeven : Wendy Darling
- 1966 - 1967 : Vacances à Lipica : Julka
- 1970 : Mord im Pfarrhaus de Hans Quest : Virginia Hampton
- 1974: Derrick: Johanna : Roswitha Meinecke
- 1976 : Le Palais bleu (de) (série télévisée) : Yvonne Boucher
- 1977 : Derrick: Hals in der Schlinge (Une affaire louche) : Heli
- 1978 : Derrick: Tod eines Fans (La mort d'une fan) : Vera Höfer
- 1978 : Derrick: Kaffee mit Beate (Pension de famille) : Beate Schill
- 1980 : Derrick: Auf einem Gutshof (La tentative) : Waltraud Heimann
- 1981 : Derrick: Der Kanal (Le canal) : Hannelore Junker
- 1984 : Derrick: Der Klassenbeste (Le meilleur de la classe) : Uschi